# Colombey-les-Belles

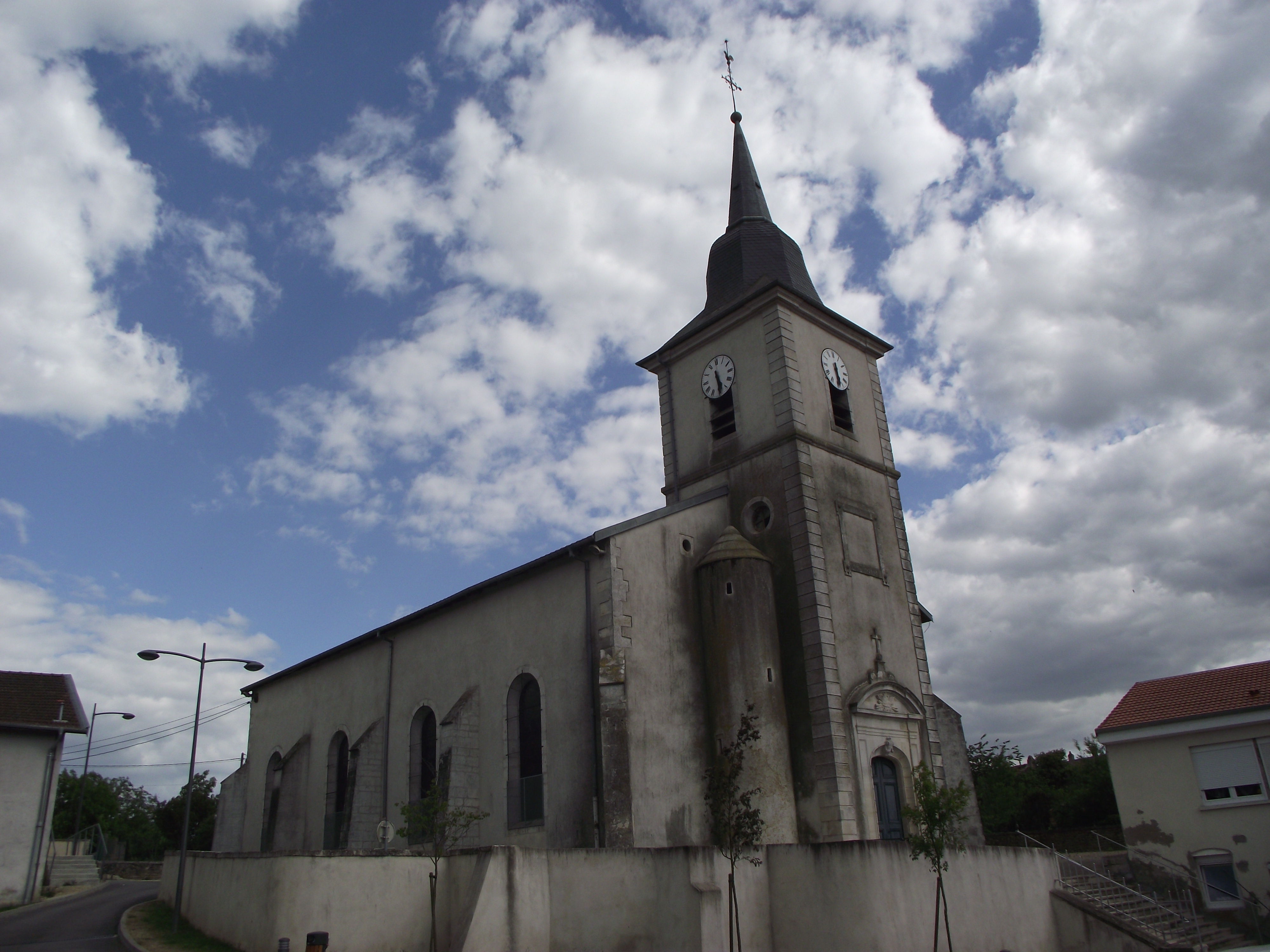
Kościół św. Maurycego (2014)

Colombey-les-Belles – miejscowość i gmina we Francji, w regionie Grand Est, w departamencie Meurthe i Mozela.
Według danych na rok 1990 gminę zamieszkiwało 1080 osób, a gęstość zaludnienia wynosiła 61 osób/km² (wśród 2335 gmin Lotaryngii Colombey-les-Belles plasuje się na 344. miejscu pod względem liczby ludności, natomiast pod względem powierzchni na miejscu 244.).

## Populacja

Populacja Colombey-les-Belles w latach 1962–2008